# Дідьє Крістоф
Дідьє Крістоф (фр. Didier Christophe, нар. 8 грудня 1956, Сент-Коломб) — французький футболіст, що грав на позиції півзахисника, зокрема за «Монако» та національну збірну Франції.
По завершенні ігрової кар'єри — тренер.

## Клубна кар'єра
Народився 8 грудня 1956 року в місті Сент-Коломб. Вихованець футбольної школи «ІНФ Віші». Професійну футбольну кар'єру розпочав 1974 року в дорослій команді того ж клубу, в якій провів два сезони, взявши участь у 26 матчах чемпіонату. 
Своєю грою за цю команду привернув увагу представників тренерського штабу «Монако», до складу якого приєднався 1976 року. Відіграв за команду з Монако наступні шість сезонів своєї ігрової кар'єри. Більшість часу, проведеного у складі «Монако», був основним гравцем команди.
Згодом з 1982 по 1988 рік грав за «Лілль», «Тулуза», «Ренн» та «Реймс».
Завершив ігрову кар'єру в «Греноблі», за який виступав протягом 1988—1990 років.

## Виступи за збірну
1980 року дебютував в офіційних матчах у складі національної збірної Франції. За наступні два роки провів у її формі 6 матчів, забивши один гол.

## Кар'єра тренера
Розпочав тренерську кар'єру невдовзі по завершенні кар'єри гравця, 1992 року, увійшовши до тренерського штабу «Руссільонезе».
2004 року тренував «Бур-ан-Бресс Перонна», а 2011 року тренував команду «По».
| Дата       | Місто     | Господарі  | Результат | Гості      | Турнір            | Голи | Примітки |
| ---------- | --------- | ---------- | --------- | ---------- | ----------------- | ---- | -------- |
| 27-2-1980  | Париж     | Франція    | 5 – 1     | Греція     | товариський матч  | 1    |          |
| 26-3-1980  | Париж     | Франція    | 0 – 0     | Нідерланди | товариський матч  | -    |          |
| 23-5-1980  | Москва    | СРСР       | 1 – 0     | Франція    | товариський матч  | -    |          |
| 18-2-1981  | Мадрид    | Іспанія    | 1 – 0     | Франція    | товариський матч  | -    |          |
| 25-3-1981  | Роттердам | Нідерланди | 1 – 0     | Франція    | Відбір до ЧС 1982 | -    |          |
| 14-10-1981 | Дублін    | Ірландія   | 3 – 2     | Франція    | Відбір до ЧС 1982 | -    |          |
| Усього     |           | Матчів     | 6         |            | Голів             | 1    |          |